# Vestes
Vestēs (in greco βέστης?) era un titolo onorifico di corte bizantino in uso dal X all'XI secolo.
IL termine è etimologicamente connesso a quello di vestiarion, il guardaroba imperiale, ma nonostante i primi tentativi di connetterlo ai vestai e al titolo correlato di vestarchēs, il capo dei vestai, a quello di vestiarion (cf. Bréhier), non emergono fonti che confermino questa ipotesi.
Il titolo viene trovato per la prima volta sotto il regno dell'imperatore Giovanni I Zimisce (regno 969–976), quando era portato da Nikephoros Phokas, figlio del curopalate Leo Phokas. Il titolo rimase di elevato grado nella gerarchia bizantina fino all'XI secolo, dopodiché venne combinato con quello di magistros ed assegnato a importanti generali, tra i quali Isacco I Comneno (imperatore bizantino nel periodo 1057–1059) quando egli era stratopedarchēs nell'Est, Leone Tornicio e Niceforo III Botaniate (imperatore bizantino nel periodo 1078–1081) durante il periodo in cui era doux di Edessa e Antiochia. Il Taktikon dell'Escorial, lista di cariche di corte compilata negli anni 970, distingue tra vestai "barbuti" (barbatoi), ai quali era anche attribuito il titolo di patrikios o magistros, e i vestai eunuchi (ektomiai), che avevano il titolo di praipositos.
Come accadde agli altri titoli, il prestigio dei vestēs  andò scemando verso la fine dell'XI secolo, quando esso venne attribuito a funzionari di rango inferiore. Per contrastare questa svalutazione, venne creato il titolo superiore di protovestes (in greco: πρωτοβέστης, "primi" vestes). Entrambi i titoli, però, non sembrano essere sopravvissuti al regno dell'imperatore Alessio I Comneno (regnante nel periodo 1081-1118).